# تونغاتابو
تونغاتابو هي جزيرة، في تونغا، تقع في مقاطعة تونغاتابو ‏، بلغ عدد سكانها 71,260 نسمة وذلك حسب إحصائيات سنة 2006، عاصمتها نوكو ألوفا، تبلغ مساحتها 260.48 كيلومتر مربع.

## أعلام
- جورج توبو الخامس